# Titokvédelem
A titok olyan ismeret, adat, információ, amely egy adott időpontban vagy időszakban csak korlátozott körben ismert vagy korlátozott.
Minden titok a nyilvánosságra hozatallal szűnik meg, azaz azáltal, hogy a korlátozott körön kívül is megismerhetővé válik.

## Jogi oltalom
A jogszabályok meghatározzák a titok fogalmát, mivel jogos állami vagy magánérdek fűződhet bizonyos információk titokban tartásához. A jogszabály meghatározza, mely szerv, milyen feltételekkel, esetleg meddig nyilváníthat egy adott információt titokká.

### Polgári jogi oltalom
A személyhez fűződő jogok sérelmét jelenti, ha valaki más levéltitkát megsérti, ami magántitok vagy üzleti titok birtokába jut és azt jogosulatlanul nyilvánosságra hozza vagy azzal egyéb módon visszaél. Levéltitoknak minősül az a közlést tartalmazó zárt küldemény, melyet a feladó szándéka szerint csak a címzett ismerhet meg. Üzleti titoknak minősül a jogi személy vagy magánszemély gazdasági tevékenységéhez kötődő minden olyan adat, megoldás amelynek titokban maradásához a jogosultnak méltányolható érdeke fűződik és amelynek titokban tartásához a jogosult a szükséges intézkedéseket megtette.

### Büntetőjogi oltalom
Az egyes országok büntetőjogi törvényei meghatározzák az államtitok, a szolgálati titok és a magántitok fogalmát és egyben a titoksértést büntetni rendelik.

### Iparjogvédelmi oltalom
A szabadalmi jog meghatározza, hogy mely új műszaki megoldásokra, találmányokra lehet szabadalmat engedélyezni. Sajátos szabályok vonatkoznak a már nyilvánosságra jutott megoldásokra. 
A know-how olyan ipari titok, amely forgalomképes, vagyis adható-vehető, a használata engedélyezhető stb. Nem lehet know-how tárgya olyan tudás, ami nyilvánosságra jutott szabadalmi leírásból megismerhető.

### Adatvédelem
A személyes adatokhoz való jogot jogszabályok rendezik. Ez az ún. adatvédelem. Adatvédelmi kérdésekben bármely magánszemély ombudsmanhoz fordulhat.